# Mercan'Tour Classic Alpes-Maritimes
La Mercan'Tour Classic Alpes-Maritimes és una competició ciclista d'un dia que disputa pels voltants de Valberg, als Alps Marítims. La cursa forma part del calendari de l'UCI Europa Tour amb una categoria 1.1.

## Palmarès
| Any  | Vencedor                   | Segon                  | Tercer              |
| ---- | -------------------------- | ---------------------- | ------------------- |
| 2021 | Guillaume Martin           | Aurélien Paret-Peintre | Bruno Armirail      |
| 2022 | Jakob Fuglsang             | Michael Woods          | David Gaudu         |
| 2023 | Richard Carapaz Montenegro | Felix Gall             | Lennert Van Eetvelt |
| 2024 | Lenny Martinez             | Clément Berthet        | Harm Vanhoucke      |
| 2025 |                            |                        |                     |